# Johannes Schaap
Johannes Henricus Schaap (Amsterdam, 27 september 1823 – Paramaribo, 19 maart 1889) was een Nederlandse geestelijke van de Rooms-Katholieke Kerk, die dertien jaar apostolisch vicaris was van Nederlands-Guyana (Suriname). In zijn ambtsperiode werd de Petrus-en-Pauluskerk te Paramaribo voltooid. 

## Jonge jaren
De ouders van Schaap, J.H. Schaap en Adriana Siebelhof, waren beiden uit het protestantisme tot het katholicisme overgegaan. Johannes studeerde achtereenvolgens in zijn geboortestad Amsterdam, in Bodegraven, in Aalst (België) en in Katwijk en daarna als student geneeskunde aan de universiteit te Leiden. In Leiden vond Johannes zijn roeping tot het priester- en kloosterleven. 
Toegetreden tot de 'Congregatie van de Allerheiligste Verlosser' (Redemptoristen) werd Schaap op 13 augustus 1850 tot priester gewijd. Kort daarop werd hij aangesteld als professor. In Amsterdam was Schaap een gekend kanselredenaar. Volgens Schaaps' biograaf zou Jacob van Lennep van zijn predikatiën de 'letterkundige waarde' hebben erkend.

## Provinciaal overste
Van 1868-1874 was Schaap overste van de Nederlandse redemptoristenprovincie. De paters onder zijn verantwoordelijkheid hielden zich onder meer bezig met volksmissies en de missie in Suriname. De Surinaamse missie was kort daarvoor, in 1865, door Paus Pius IX aan de Nederlandse tak toebedeeld. Een belangrijke doelstelling vanaf dan was om zoveel mogelijk missionarissen voor uitzending naar Suriname gereed te maken. 
In 1871, bij zijn eerste inspectie-reis naar Suriname bezocht Schaap Coronie en Batavia. Op het gouvernements-leprozenoord werkten op dat moment de paters Odenhoven en Donders. Laatstgenoemde was al bijna dertig jaar in Suriname en Schaap zag in hem een geschikt voorbeeldfiguur voor het thuisfront. Hij droeg zijn paters op om wetenswaardigheden over Donders vast te leggen, met de bedoeling dezen te gebruiken in een sacraliseringstraject. De Nederlandse redemptoristen hadden nog geen aansprekende heilige in hun midden (slechts de oprichter Alfonsus van Liguori) en dat was een nadeel bij de rekrutering van jongeren voor de missie.

## Apostolisch vicaris
Vanwege de zwakke gezondheid van monseigneur Swinkels verhuisde Schaap in het voorjaar van 1874 naar Suriname. Hij verving er pater Van Mens als pastoor van Paramaribo en werd kort daarna door Swinkels aangesteld als overste van de kloostergemeenschap en als pro-vicaris. Daarmee kreeg Schaap alle volmachten als plaatsvervangend apostolisch vicaris. Er waren op dat moment twaalf paters en acht fraters in Suriname. Na het overlijden van Swinkels in 1875 werd Schaap in 1876 officieel aangesteld als opvolger. In 1880 reisde Schaap naar Rome waar hij op 10 oktober van de paus zijn bisschopswijding ontving. Hij werd titulair bisschop van Hetalonië.

### Missiepersoneel
In januari 1881 keerde Schaap terug naar Suriname, in gezelschap van twee nieuwe paters (De Weerd en Currier) en een onderwijzer. Kort daarop volgden nog twee paters (Stassen, Houben) en een frater of lekebroeder genaamd Justus. In 1882 bracht pater Oomen, de opvolger van Schaap als provinciaal, een inspectie-bezoek aan de Surinaamse missie en stuurde daarna nog eens vier geestelijken (Eijsink, Zirks, Borret en Van Tooren). Ondertussen waren er ook geestelijken onttrokken aan de missie door terugkeer en/of overlijden. In december 1883 bestond Schaaps (mannelijk) missiepersoneel uit 17 paters en 12 fraters. In 1888 telde zijn vicariaat 14 paters, 16 fraters en 41 zusters (Franciscanessen van Roosendaal).

### Katholiek onderwijs
Schaap zag het onderwijs als van levensbelang voor de katholieke missie. Scholen vormden volgens hem 'het enige afdoende middel voor godsdienstonderwijs'. Het katholieke onderwijs concentreerde zich in zijn periode echter noodgedwongen in Paramaribo. Na de tien jaar van het staatstoezicht (1863-1873) was er bij de katholieken terughoudendheid om te investeren in onderwijs buiten de stad. Veel vrijgemaakten verlieten de plantages en bestaande schooltjes werden doelloos. Er was binnen het vicariaat ook een tekort aan middelen en leerkrachten. 
De christelijke kerken en hun leiders in Suriname waren van mening dat de zedelijke toestand in Suriname achteruit liep als gevolg van 'vele afgodische bijgelovigheden' onder de zwarte bevolking, zoals winti, obia en bakroe, vaak gebezigd in nachtelijke 'psalm-partijen' (wintiprei). De 'onzedelijkheid' werd zelfs gezien als de hoofdoorzaak van de armoede; het christelijk geloof als enig en noodzakelijk medicijn daartegen. 
Volgens de koloniale verslagen liep het aantal schoolgaande kinderen in de districten tussen 1870 en 1881 terug. Deze afname gold zowel de (openbare) gouvernementsscholen, als de (bijzondere) scholen van de Herrnhutters (Evangelische Broedergemeente Suriname) en van de katholieken. De katholieke schooltjes op Batavia (leprozerie) en Esthersrust (plantage) waren opgehouden te bestaan. 
In de stad nam het aantal schoolgaande kinderen in dezelfde periode licht toe. De meeste katholieke dagscholen ontvingen overheidssubsidie. In 1880 was dat een totaalbedrag van 6.000 gulden. De Evangelische Broeders, die al langer in Suriname aanwezig waren, ontvingen 28.000 gulden. In 1881 telde Paramaribo 32 katholieke schooltjes -localiteiten waar catechese werd gegeven- met in totaal 1.125 leerlingen. Hieronder zijn ook begrepen de bewaarscholen. Het aantal kinderen wijkt niet veel af van tien jaar ervoor of tien jaar erna. 
Schaaps' missiepersoneel was didactisch karig gediplomeerd. Van de paters was alleen Zirks in bezit van een Nederlandse hoofdacte, hij overleed echter in 1885. Andere paters en fraters hadden een onderwijsacte van lagere rang. Het personeel van de meisjescholen bestond in 1889 uit acht gediplomeerde zusters, van wie één met hoofdacte. 
Onder Schaaps vicariaat is het aantal katholieke scholen nauwelijks uitgebreid. Zijn opvolger Mgr Wulfingh lukte dit wel, ook in de buitengebieden, waar veel concurrentie was van de Herrnhutters (EBG). Wulfingh ging met succes de strijd aan voor gelijkstelling van de katholieke scholen aan die van de protestanten.

### Weeshuizen
In 1877 renoveerde en vergrootte Schaap de gebouwen van het meisjes-weeshuis van de zusters van Roosendaal in Paramaribo. Daar verbleven rond de 40 meisjes. Hij verordonneerde dat alleen jonge meisjes mochten worden opgenomen en dat dezen niet vóór hun 23e jaar het gesticht mochten verlaten. De meisjes werden er getraind in 'handwerken en andere vrouwelijke bezigheden'. 
Het jongens-weeshuis te Paramaribo functioneerde niet goed en was in 1872 opgeheven. In 1875 kochten de katholieken de verlaten suikerplantage Livorno (à 5.500 gulden) om het buiten de stad te proberen. Schaap's bedoeling was om door de productie van cacaoboon, bananen en andere vruchtgewassen en met een kleine veestapel de stichtingskosten terug te verdienen. In 1883 werkten er 58 weesjongens: 44 creolen, 13 koelies en 1 Arrowak. Zij hadden ook school- en kerkplichten. Het gesticht bleef  echter afhankelijk van particuliere giften. Een belangrijke contribuant was Van den Brandhof, die later gouverneur van Curaçao werd.

### Petrus-en-Pauluskerk
In 1883 legde Schaap de eerste steen voor de uitbouw van de Petrus-en-Pauluskerk, die drie keer zo groot werd als de oude kerk, die afgebroken werd. Al in 1885 werd het kerkgebouw (thans kathedraal) ingezegend en in gebruik genomen - twee jaar voor de feitelijke voltooiing ervan. De architect van het unieke, geheel in hout opgetrokken bouwwerk was de redemptorist frater Frans, die ook elders in kerkelijk Suriname zijn bouwsporen heeft nagelaten. 

### Overlijden
In 1887 reisde schaap terug naar Europa om te herstellen van ziekte. Dit leverde echter weinig gezondheidswinst op. Schaap stierf op 19 maart 1889 te Paramaribo, op 65-jarige leeftijd.

## Over Schaap
- De Volksmissionaris jaargang 2 (1880-1881) bevat een reisbeschrijving van Schaap en zijn metgezellen naar Suriname.

- Jaargang 12 (1890-1891) van hetzelfde maandblad bevat een levensschets (necrologie) van Schaap, pag 411-416 en 449-455.